# Suède aux Jeux olympiques d'hiver de 2014
La Suède participe aux Jeux olympiques d'hiver de 2014 à Sotchi en Russie du 7 au 23 février 2014. Il s'agit de sa vingt-deuxième participation à des Jeux d'hiver.

## Médaillés
| Sport                   | Discipline                | Sportifs | Performance        | Date               |
| Médailles d'or : 2      | Médailles d'or : 2        | Médailles d'or : 2 | Médailles d'or : 2 | Médailles d'or : 2 |
| ----------------------- | ------------------------- | --- | ------------------ | ------------------ |
| Ski de fond             | Relais femmes             | Ida Ingemarsdotter Emma Wikén Anna Haag Charlotte Kalla | 53 min 02 s 7      | 15 février         |
| Ski de fond             | Relais hommes             | Lars Nelson Daniel Richardsson Johan Olsson Marcus Hellner | 1 h 28 min 42 s 0  | 16 février         |
| Médaille d’argent : 7   |                           | |                    |                    |
| Ski de fond             | Skiathlon femmes          | Charlotte Kalla | 38 min 35 s 4      | 8 février          |
| Ski de fond             | Skiathlon hommes          | Marcus Hellner | 1 h 08 min 15 s 8  | 9 février          |
| Ski de fond             | Sprint hommes             | Teodor Peterson | 3 min 39 s 61      | 11 février         |
| Ski de fond             | 10 kilomètres femmes      | Charlotte Kalla | 28 min 36 s 2      | 13 février         |
| Ski de fond             | 15 kilomètres hommes      | Johan Olsson | 38 min 58 s 2      | 15 février         |
| Curling                 | Tournoi féminin           | Maria Prytz Christina Bertrup Maria Wennerström Margaretha Sigfridsson Agnes Knochenhauer | 2e place           | 20 février         |
| Hockey sur glace        | Tournoi masculin          | Daniel Alfredsson Nicklas Backstrom Patrik Berglund Alexander Edler Oliver Ekman-Larsson Jhonas Enroth Jimmie Ericsson Jonathan Ericsson Loui Eriksson Jonas Gustavsson Carl Hagelin Niklas Hjalmarsson Marcus Johansson Erik Karlsson Niklas Kronwall Marcus Krüger Gabriel Landeskog Henrik Lundqvist Gustav Nyquist Johnny Oduya Daniel Sedin Jakob Silfverberg Alexander Steen Henrik Tallinder Henrik Zetterberg | 2e place           | 22 février         |
| Médailles de bronze : 6 |                           | |                    |                    |
| Ski de fond             | Sprint hommes             | Emil Jönsson | 3 min 58 s 13      | 11 février         |
| Ski de fond             | 15 kilomètres hommes      | Daniel Richardsson | 39 min 28 s 5      | 15 février         |
| Ski de fond             | Sprint par équipes femmes | Ida Ingemarsdotter Stina Nilsson | 16 min 23 s 82     | 19 février         |
| Ski de fond             | Sprint par équipes hommes | Emil Jönsson Teodor Peterson | 23 min 30 s 01     | 19 février         |
| Ski acrobatique         | Ski cross femmes          | Anna Holmlund |                    | 21 février         |
| Curling                 | Tournoi masculin          | Niklas Edin Oskar Eriksson Viktor Kjäll Sebastian Kraupp Fredrik Lindberg | 3e place           | 21 février         |

| Sport            | Médaille d'or, Jeux olympiques | Médaille d'argent, Jeux olympiques | Médaille de bronze, Jeux olympiques | Total |
| ---------------- | ------------------------------ | ---------------------------------- | ----------------------------------- | ----- |
| Ski de fond      | 2                              | 5                                  | 4                                   | 11    |
| Curling          | 0                              | 1                                  | 1                                   | 2     |
| Hockey sur glace | 0                              | 1                                  | 0                                   | 1     |
| Ski acrobatique  | 0                              | 0                                  | 1                                   | 1     |
| Total            | 2                              | 7                                  | 6                                   | 15    |

## Curling

### Tournoi masculin
| Suède |
| --- |
| Skip : Niklas Edin Third : Sebastian Kraupp Second : Fredrik Lindberg Lead : Viktor Kjäll Remplaçant : Oskar Eriksson |

| Rang | Pays            | V | D | bp | bc | Manches gagnées | Manches perdues | Manches blanches | Vols pour | Vols contre | Tirs % |
| ---- | --------------- | - | - | -- | -- | --------------- | --------------- | ---------------- | --------- | ----------- | ------ |
| 1    | Canada          | 0 | 0 | 0  | 0  | 0               | 0               | 0                | 0         | 0           | 0      |
| 2    | Chine           | 0 | 0 | 0  | 0  | 0               | 0               | 0                | 0         | 0           | 0      |
| 3    | Danemark        | 0 | 0 | 0  | 0  | 0               | 0               | 0                | 0         | 0           | 0      |
| 4    | Grande-Bretagne | 0 | 0 | 0  | 0  | 0               | 0               | 0                | 0         | 0           | 0      |
| 5    | Norvège         | 0 | 0 | 0  | 0  | 0               | 0               | 0                | 0         | 0           | 0      |
| 6    | Russie          | 0 | 0 | 0  | 0  | 0               | 0               | 0                | 0         | 0           | 0      |
| 7    | Suède           | 0 | 0 | 0  | 0  | 0               | 0               | 0                | 0         | 0           | 0      |
| 8    | Suisse          | 0 | 0 | 0  | 0  | 0               | 0               | 0                | 0         | 0           | 0      |
| 9    | ???             | 0 | 0 | 0  | 0  | 0               | 0               | 0                | 0         | 0           | 0      |
| 10   | ???             | 0 | 0 | 0  | 0  | 0               | 0               | 0                | 0         | 0           | 0      |

Les quatre premières équipes en tête à la fin du premier tour sont qualifiées directement pour les demi-finales.
| Équipes | 1 | 2 | 3 | 4 | 5 | 6 | 7 | 8 | 9 | 10 | 11 | Total |
| ------- | - | - | - | - | - | - | - | - | - | -- | -- | ----- |
| Suisse  | - | - | - | - | - | - | - | - | - | -  | -  | -     |
| Suède   | - | - | - | - | - | - | - | - | - | -  | -  | -     |

| Équipes         | 1 | 2 | 3 | 4 | 5 | 6 | 7 | 8 | 9 | 10 | 11 | Total |
| --------------- | - | - | - | - | - | - | - | - | - | -- | -- | ----- |
| Suède           | - | - | - | - | - | - | - | - | - | -  | -  | -     |
| Grande-Bretagne | - | - | - | - | - | - | - | - | - | -  | -  | -     |

| Équipes | 1 | 2 | 3 | 4 | 5 | 6 | 7 | 8 | 9 | 10 | 11 | Total |
| ------- | - | - | - | - | - | - | - | - | - | -- | -- | ----- |
| Canada  | - | - | - | - | - | - | - | - | - | -  | -  | -     |
| Suède   | - | - | - | - | - | - | - | - | - | -  | -  | -     |

| Équipes  | 1 | 2 | 3 | 4 | 5 | 6 | 7 | 8 | 9 | 10 | 11 | Total |
| -------- | - | - | - | - | - | - | - | - | - | -- | -- | ----- |
| Danemark | - | - | - | - | - | - | - | - | - | -  | -  | -     |
| Suède    | - | - | - | - | - | - | - | - | - | -  | -  | -     |

| Équipes | 1 | 2 | 3 | 4 | 5 | 6 | 7 | 8 | 9 | 10 | 11 | Total |
| ------- | - | - | - | - | - | - | - | - | - | -- | -- | ----- |
| Norvège | - | - | - | - | - | - | - | - | - | -  | -  | -     |
| Suède   | - | - | - | - | - | - | - | - | - | -  | -  | -     |

| Équipes | 1 | 2 | 3 | 4 | 5 | 6 | 7 | 8 | 9 | 10 | 11 | Total |
| ------- | - | - | - | - | - | - | - | - | - | -- | -- | ----- |
| Suède   | - | - | - | - | - | - | - | - | - | -  | -  | -     |
| Chine   | - | - | - | - | - | - | - | - | - | -  | -  | -     |

| Équipes    | 1 | 2 | 3 | 4 | 5 | 6 | 7 | 8 | 9 | 10 | 11 | Total |
| ---------- | - | - | - | - | - | - | - | - | - | -- | -- | ----- |
| Suède      | - | - | - | - | - | - | - | - | - | -  | -  | -     |
| Qualifié 1 | - | - | - | - | - | - | - | - | - | -  | -  | -     |

| Équipes | 1 | 2 | 3 | 4 | 5 | 6 | 7 | 8 | 9 | 10 | 11 | Total |
| ------- | - | - | - | - | - | - | - | - | - | -- | -- | ----- |
| Suède   | - | - | - | - | - | - | - | - | - | -  | -  | -     |
| Russie  | - | - | - | - | - | - | - | - | - | -  | -  | -     |

Session 11 - dimanche 16 février 2014, à 19h00
| Équipes    | 1 | 2 | 3 | 4 | 5 | 6 | 7 | 8 | 9 | 10 | 11 | Total |
| ---------- | - | - | - | - | - | - | - | - | - | -- | -- | ----- |
| Qualifié 2 | - | - | - | - | - | - | - | - | - | -  | -  | -     |
| Suède      | - | - | - | - | - | - | - | - | - | -  | -  | -     |

### Tournoi féminin
| Suède |
| --- |
| Skip : Margaretha Sigfridsson Third : Christina Bertrup Second : Maria Wennerström Lead : Maria Prytz Remplaçante : Agnes Knochenhauer |

| Rang | Pays            | V | D | bp | bc | Manches gagnées | Manches perdues | Manches blanches | Vols pour | Vols contre | Tirs % |
| ---- | --------------- | - | - | -- | -- | --------------- | --------------- | ---------------- | --------- | ----------- | ------ |
| 1    | Canada          | 0 | 0 | 0  | 0  | 0               | 0               | 0                | 0         | 0           | 0      |
| 2    | Corée du Sud    | 0 | 0 | 0  | 0  | 0               | 0               | 0                | 0         | 0           | 0      |
| 3    | Danemark        | 0 | 0 | 0  | 0  | 0               | 0               | 0                | 0         | 0           | 0      |
| 4    | États-Unis      | 0 | 0 | 0  | 0  | 0               | 0               | 0                | 0         | 0           | 0      |
| 5    | Grande-Bretagne | 0 | 0 | 0  | 0  | 0               | 0               | 0                | 0         | 0           | 0      |
| 6    | Russie          | 0 | 0 | 0  | 0  | 0               | 0               | 0                | 0         | 0           | 0      |
| 7    | Suède           | 0 | 0 | 0  | 0  | 0               | 0               | 0                | 0         | 0           | 0      |
| 8    | Suisse          | 0 | 0 | 0  | 0  | 0               | 0               | 0                | 0         | 0           | 0      |
| 9    | ??              | 0 | 0 | 0  | 0  | 0               | 0               | 0                | 0         | 0           | 0      |
| 10   | ??              | 0 | 0 | 0  | 0  | 0               | 0               | 0                | 0         | 0           | 0      |

Les quatre premières équipes en tête à la fin du premier tour sont qualifiées directement pour les demi-finales.
| Équipes         | 1 | 2 | 3 | 4 | 5 | 6 | 7 | 8 | 9 | 10 | 11 | Total |
| --------------- | - | - | - | - | - | - | - | - | - | -- | -- | ----- |
| Suède           | - | - | - | - | - | - | - | - | - | -  | -  | -     |
| Grande-Bretagne | - | - | - | - | - | - | - | - | - | -  | -  | -     |

| Équipes | 1 | 2 | 3 | 4 | 5 | 6 | 7 | 8 | 9 | 10 | 11 | Total |
| ------- | - | - | - | - | - | - | - | - | - | -- | -- | ----- |
| Suède   | - | - | - | - | - | - | - | - | - | -  | -  | -     |
| Canada  | - | - | - | - | - | - | - | - | - | -  | -  | -     |

| Équipes      | 1 | 2 | 3 | 4 | 5 | 6 | 7 | 8 | 9 | 10 | 11 | Total |
| ------------ | - | - | - | - | - | - | - | - | - | -- | -- | ----- |
| Corée du Sud | - | - | - | - | - | - | - | - | - | -  | -  | -     |
| Suède        | - | - | - | - | - | - | - | - | - | -  | -  | -     |

| Équipes | 1 | 2 | 3 | 4 | 5 | 6 | 7 | 8 | 9 | 10 | 11 | Total |
| ------- | - | - | - | - | - | - | - | - | - | -- | -- | ----- |
| Suisse  | - | - | - | - | - | - | - | - | - | -  | -  | -     |
| Suède   | - | - | - | - | - | - | - | - | - | -  | -  | -     |

| Équipes  | 1 | 2 | 3 | 4 | 5 | 6 | 7 | 8 | 9 | 10 | 11 | Total |
| -------- | - | - | - | - | - | - | - | - | - | -- | -- | ----- |
| Suède    | - | - | - | - | - | - | - | - | - | -  | -  | -     |
| Danemark | - | - | - | - | - | - | - | - | - | -  | -  | -     |

| Équipes    | 1 | 2 | 3 | 4 | 5 | 6 | 7 | 8 | 9 | 10 | 11 | Total |
| ---------- | - | - | - | - | - | - | - | - | - | -- | -- | ----- |
| Qualifié 1 | - | - | - | - | - | - | - | - | - | -  | -  | -     |
| Suède      | - | - | - | - | - | - | - | - | - | -  | -  | -     |

| Équipes    | 1 | 2 | 3 | 4 | 5 | 6 | 7 | 8 | 9 | 10 | 11 | Total |
| ---------- | - | - | - | - | - | - | - | - | - | -- | -- | ----- |
| États-Unis | - | - | - | - | - | - | - | - | - | -  | -  | -     |
| Suède      | - | - | - | - | - | - | - | - | - | -  | -  | -     |

| Équipes | 1 | 2 | 3 | 4 | 5 | 6 | 7 | 8 | 9 | 10 | 11 | Total |
| ------- | - | - | - | - | - | - | - | - | - | -- | -- | ----- |
| Suède   | - | - | - | - | - | - | - | - | - | -  | -  | -     |
| Russie  | - | - | - | - | - | - | - | - | - | -  | -  | -     |

Session 12 - lundi 17 février 2014, à 19h00
| Équipes    | 1 | 2 | 3 | 4 | 5 | 6 | 7 | 8 | 9 | 10 | 11 | Total |
| ---------- | - | - | - | - | - | - | - | - | - | -- | -- | ----- |
| Suède      | - | - | - | - | - | - | - | - | - | -  | -  | -     |
| Qualifié 2 | - | - | - | - | - | - | - | - | - | -  | -  | -     |

## Hockey sur glace

### Tournoi masculin

#### Effectif
- Gardiens de but : Jhonas Enroth (Sabres de Buffalo), Jonas Gustavsson (Red Wings de Détroit), Henrik Lundqvist (Rangers de New York).
- Défenseurs : Alexander Edler (Canucks de Vancouver), Oliver Ekman-Larsson (Coyotes de Phoenix), Jonathan Ericsson (Red Wings de Détroit), Niklas Hjalmarsson (Blackhawks de Chicago), Erik Karlsson (Sénateurs d'Ottawa), Niklas Kronwall (Red Wings de Détroit), Johnny Oduya (Blackhawks de Chicago), Henrik Tallinder (Sabres de Buffalo).
- Attaquants : Daniel Alfredsson (Red Wings de Détroit), Nicklas Backstrom (Capitals de Washington), Patrik Berglund (Blues de Saint-Louis), Jimmie Ericsson (Skellefteå AIK), Loui Eriksson (Bruins de Boston), Carl Hagelin (Rangers de New York), Marcus Johansson (Capitals de Washington)[Note 1], Marcus Krüger (Blackhawks de Chicago), Gabriel Landeskog (Avalanche du Colorado), Gustav Nyquist (Red Wings de Détroit)[Note 2], Daniel Sedin (Canucks de Vancouver), Jakob Silfverberg (Ducks d'Anaheim), Alexander Steen (Blues de Saint-Louis), Henrik Zetterberg (Red Wings de Détroit).
- Entraîneur : Pär Mårts.
- Forfait  : Johan Franzen (Red Wings de Détroit), Henrik Sedin (Canucks de Vancouver).

#### Résultats

##### Tour préliminaire
| Clt   | Équipe   | PJ | V | VP | D | DP | BP | BC | Diff | Pts |
| ----- | -------- | -- | - | -- | - | -- | -- | -- | ---- | --- |
| +001, | Suède    | 3  | 3 | 0  | 0 | 0  | 10 | 5  | +3   | 9   |
| +002, | Suisse   | 3  | 2 | 0  | 1 | 0  | 2  | 1  | 0    | 6   |
| +003, | Tchéquie | 3  | 1 | 0  | 2 | 0  | 6  | 7  | 0    | 3   |
| +004, | Lettonie | 3  | 0 | 0  | 3 | 0  | 5  | 10 | -3   | 0   |

| 12 février 2014 | Tchéquie | 2-4 (0-2, 2-2, 0-0) | Suède | Palais des glaces Bolchoï, Sotchi 11 419 spectateurs |

| Feuille de match            | Feuille de match                                                                    | Feuille de match        | Feuille de match | Feuille de match                               |
| --------------------------- | ----------------------------------------------------------------------------------- | ----------------------- | --- | ---------------------------------------------- |
|                             | M. Židlický (P. Eliáš) — 28 min 12 s J. Jágr (T. Plekanec, T. Kaberle) — 30 min 1 s | 0–1 0–2 0–3 0–4 1–4 2–4 | E. Karlsson (O. Ekman Larsson, A. Steen) — 10 min 7 s P. Berglund (O. Ekman Larsson, H. Lundqvist) — 13 min 17 s H. Zetterberg (G. Landeskog, N. Kronwall) — 20 min 51 s E. Karlsson (D. Sedin, N. Bäckström) — 24 min 7 s (SN) | Arbitrage : Konstantin Olenin Kelly Sutherland |
| Jakub Kovář Alexander Salák | Gardiens                                                                            | Henrik Lundqvist        | | Arbitrage : Konstantin Olenin Kelly Sutherland |
| 10 min                      | Pénalités                                                                           | 10 min                  | | Arbitrage : Konstantin Olenin Kelly Sutherland |
| 29                          | Tirs                                                                                | 25                      | | Arbitrage : Konstantin Olenin Kelly Sutherland |

| 14 février 2014 | Suède | 1-0 (0-0, 0-0, 1-0) | Suisse | Palais des glaces Bolchoï 7 968 spectateurs |

| Feuille de match | Feuille de match                                       | Feuille de match | Feuille de match | Feuille de match                                                      |
| ---------------- | ------------------------------------------------------ | ---------------- | ---------------- | --------------------------------------------------------------------- |
|                  | D. Alfredsson (E. Karlsson, P. Berglund) — 52 min 39 s | 1-0              |                  | Arbitrage : Mike Leggo Vladimír Šindler Greg Devorski Sakari Suominen |
| Henrik Lundqvist | Gardiens                                               | Reto Berra       |                  | Arbitrage : Mike Leggo Vladimír Šindler Greg Devorski Sakari Suominen |
| 4 min            | Pénalités                                              | 8 min            |                  | Arbitrage : Mike Leggo Vladimír Šindler Greg Devorski Sakari Suominen |
| 31               | Tirs                                                   | 26               |                  | Arbitrage : Mike Leggo Vladimír Šindler Greg Devorski Sakari Suominen |

| 15 février 2014 | Suède | 5-3 (1-1, 3-1, 1-1) | Lettonie | Chaïba Arena 3 709 spectateurs |

| Feuille de match | Feuille de match | Feuille de match                | Feuille de match | Feuille de match                                                                                           |
| ---------------- | --- | ------------------------------- | --- | --- |
|                  | P. Berglund (E. Karlsson, A. Steen) — 15 min 50 s (SN) E. Karlsson (N. Bäckström, D. Alfredsson) — 22 min 45 s (SN) D. Alfredsson (D. Sedin, A. Edler) — 36 min 14 s (SN) J. Ericsson (O. Ekman-Larsson, J. Silfverberg) — 38 min 47 s (SN) A. Edler (D. Sedin, M. Johansson) — 52 min 20 s | 1–0 1–1 1–2 2–2 3–2 4–2 4–3 5–3 | L. Dārziņš (J. Sprukts, K. Sotnieks) — 18 min 48 s J. Sprukts (K. Rēdlihs, M. Karsums) — 21 min 22 s (SN) Z. Girgensons (K. Daugaviņš, R. Freibergs) — 41 min 28 s | Arbitrage : Antonin Jerabek Ian Walsh Tommy George Andy Mcelman Aleksandr Zakharenkov Aleksandr Sadovnikov |
| Henrik Lundqvist | Gardiens | Kristers Gudlevskis             | | Arbitrage : Antonin Jerabek Ian Walsh Tommy George Andy Mcelman Aleksandr Zakharenkov Aleksandr Sadovnikov |
| 7 min            | Pénalités | 8 min                           | | Arbitrage : Antonin Jerabek Ian Walsh Tommy George Andy Mcelman Aleksandr Zakharenkov Aleksandr Sadovnikov |
| 30               | Tirs | 23                              | | Arbitrage : Antonin Jerabek Ian Walsh Tommy George Andy Mcelman Aleksandr Zakharenkov Aleksandr Sadovnikov |

##### Quarts de finale
| 19 février 2014 | Suède | 5-0 (1-0, 0-0, 4-0) | Slovénie | Palais des glaces Bolchoï 7 325 spectateurs |

| Feuille de match | Feuille de match | Feuille de match    | Feuille de match | Feuille de match                                                  |
| ---------------- | --- | ------------------- | ---------------- | ----------------------------------------------------------------- |
|                  | A. Steen (D. Alfredsson, E. Karlsson) — 18 min 50 s (SN) D. Sedin (L. Eriksson) — 41 min 42 s L. Eriksson (N. Bäckström, J. Oduya) — 48 min 4 s C. Hagelin (N. Kronwall, J. Ericsson) — 51 min 27 s C. Hagelin (E. Karlsson) — 56 min 10 s | 1–0 2–0 3–0 4–0 5–0 |                  | Arbitrage : Brad Meier Vladimír Šindler Chris Carlson Mark Wheler |
| Henrik Lundqvist | Gardiens | Robert Kristan      |                  | Arbitrage : Brad Meier Vladimír Šindler Chris Carlson Mark Wheler |
| 8 min            | Pénalités | 8 min               |                  | Arbitrage : Brad Meier Vladimír Šindler Chris Carlson Mark Wheler |
| 38               | Tirs | 19                  |                  | Arbitrage : Brad Meier Vladimír Šindler Chris Carlson Mark Wheler |

##### Demi-finales
| 21 février 2014 | Suède | 2-1 (0-0, 2-1, 0-0) | Finlande | Palais des glaces Bolchoï 9 476 spectateurs |

| Feuille de match | Feuille de match                                                                                          | Feuille de match | Feuille de match                      | Feuille de match                                                  |
| ---------------- | --- | ---------------- | ------------------------------------- | ----------------------------------------------------------------- |
|                  | L. Eriksson (J. Ericsson, N. Bäckström) — 31 min 39 s E. Karlsson (A. Steen, D. Sedin) — 36 min 26 s (SN) | 0-1 1-1 2-1      | O. Jokinen (S. Vatanen) — 26 min 17 s | Arbitrage : Konstantin Olenine Tim Peel Derek Amell Chris Carlson |
| Henrik Lundqvist | Gardiens                                                                                                  | Kari Lehtonen    |                                       | Arbitrage : Konstantin Olenine Tim Peel Derek Amell Chris Carlson |
| 10 min           | Pénalités                                                                                                 | 4 min            |                                       | Arbitrage : Konstantin Olenine Tim Peel Derek Amell Chris Carlson |
| 25               | Tirs | 26               |                                       | Arbitrage : Konstantin Olenine Tim Peel Derek Amell Chris Carlson |

##### Finale
| 23 février 2014 | Suède | - | Canada | Palais des glaces Bolchoï |

### Tournoi féminin

#### Effectif
- Gardiennes de but : Sara Grahn (Brynäs IF), Kim Martin Hasson (Linköpings HC), Valentina Wallner (MODO Hockey)
- Défenseurs : Sofia Engström (Leksands IF), Lina Bäcklin (Brynäs IF), Johanna Olofsson (MODO Hockey), Josefine Holmgren (Brynäs IF), Emilia Andersson (Linköpings HC), Linnea Bäckman (AIK IF), Emma Eliasson (Munksund-Skuthamns SK)
- Attaquantes : Jenni Asserholt (Linköpings HC), Cecilia Östberg (Leksands IF), Lina Wester (Leksands IF), Pernilla Winberg (Munksund-Skuthamns SK), Anna Borgqvist (Brynäs IF), Maria Lindh (MODO Hockey), Fanny Rask (AIK IF), Erica Udén-Johansson (IF Sundsvall), Erika Grahm (MODO Ornskoldsvik), Emma Nordin (MODO Hockey), Michelle Löwenhielm (AIK IF)
- Entraîneur : Niclas Högberg

#### Résultats

##### Tour préliminaire
| Clt   | Équipe    | PJ | V | VP | D | DP | BP | BC | Diff | Pts |
| ----- | --------- | -- | - | -- | - | -- | -- | -- | ---- | --- |
| +001, | Russie    | 3  | 3 | 0  | 0 | 0  | 9  | 3  | +6   | 9   |
| +002, | Suède     | 3  | 2 | 0  | 1 | 0  | 6  | 3  | +3   | 6   |
| +003, | Allemagne | 3  | 1 | 0  | 2 | 0  | 5  | 8  | -3   | 3   |
| +004, | Japon     | 3  | 0 | 0  | 3 | 0  | 1  | 7  | -6   | 0   |

- Qualifié pour les quarts de finale
- Reversé dans les matchs de classement pour la 5e place

| 9 février 2014 12h00 | Suède | 1-0 (1-0, 0-0, 0-0) | Japon | Arène de glace Chaïba, Sotchi 2 928 spectateurs |

| Feuille de match | Feuille de match                                | Feuille de match | Feuille de match | Feuille de match                                         |
| ---------------- | ----------------------------------------------- | ---------------- | ---------------- | -------------------------------------------------------- |
|                  | Jenni Asserholt (Eliasson, Grahm) - 12 min 38 s | 1-0              | -                | Arbitrage : Erin Blair Charlotte Girard Zuzana Svobodova |
| Wallner          | Gardiens                                        | Fujimoto         |                  | Arbitrage : Erin Blair Charlotte Girard Zuzana Svobodova |
| 8 min            | Pénalités                                       | 4 min            |                  | Arbitrage : Erin Blair Charlotte Girard Zuzana Svobodova |
| 23               | Tirs                                            | 19               |                  | Arbitrage : Erin Blair Charlotte Girard Zuzana Svobodova |

| 11 février 2014 14h00 | Allemagne | 0-4 (0-1, 0-0, 0-3) | Suède | Arène de glace Chaïba, Sotchi 4 015 spectateurs |

| Feuille de match | Feuille de match | Feuille de match | Feuille de match | Feuille de match                                            |
| ---------------- | ---------------- | ---------------- | --- | ----------------------------------------------------------- |
|                  |                  | 0-1 0-2 0-3 0-4  | Nordin (Eliasson, Grahm) — 1 min Östberg (Borgqvist) — 47 min 42 s Olofsson (Östberg, Löwenhielm) — 50 min 31 s Winberg (Borgqvist) — 51 min 35 s | Arbitrage : Aina Høve Stéphanie Gagnon et Michaela Kúdelová |
| Harss            | Gardiens         | Martin Hasson    | | Arbitrage : Aina Høve Stéphanie Gagnon et Michaela Kúdelová |
| 4 min            | Pénalités        | 10 min           | | Arbitrage : Aina Høve Stéphanie Gagnon et Michaela Kúdelová |
| 21               | Tirs             | 29               | | Arbitrage : Aina Høve Stéphanie Gagnon et Michaela Kúdelová |

| 13 février 2014 21h00 | Suède | 1-3 (0-1, 1-1, 0-1) | Russie | Arène de glace Chaïba, Sotchi 5 092 spectateurs |

| Feuille de match | Feuille de match      | Feuille de match | Feuille de match | Feuille de match                                            |
| ---------------- | --------------------- | ---------------- | --- | ----------------------------------------------------------- |
|                  | Winberg — 38 min 58 s | 0-1 0-2 1-2 1-3  | Chtchoukina (Pachkevtich, Chokina) — 8 min 38 s Khomitch (Smolina) — 29 min 20 s Smolentseva (Sossina) — 58 min 7 s | Arbitrage : Joy Tottman Stéphanie Gagnon et Alicia Hanrahan |
| Wallner          | Gardiens              | Prougova         | | Arbitrage : Joy Tottman Stéphanie Gagnon et Alicia Hanrahan |
| 14 min           | Pénalités             | 4 min            | | Arbitrage : Joy Tottman Stéphanie Gagnon et Alicia Hanrahan |
| 16               | Tirs                  | 31               | | Arbitrage : Joy Tottman Stéphanie Gagnon et Alicia Hanrahan |

##### Phase finale

###### Tableau
|  | Quarts de finale                      | Quarts de finale                  |                                   |                                   | Demi-finales                      | Demi-finales                      |  |  | Finale                                | Finale                                |
|  | Quarts de finale                      | Quarts de finale                  |                                   |                                   | Demi-finales                      | Demi-finales                      |  |  | Finale                                | Finale                                |
|  |                                       |                                   |                                   |                                   |                                   |                                   |  |  |                                       |                                       |
|  | 15 février, Arène de glace Chaïba     | 15 février, Arène de glace Chaïba |                                   |                                   | 17 février, Arène de glace Chaïba | 17 février, Arène de glace Chaïba |  |  | 20 février, Palais des glaces Bolchoï | 20 février, Palais des glaces Bolchoï |
|  | 15 février, Arène de glace Chaïba     | 15 février, Arène de glace Chaïba |                                   |                                   | 17 février, Arène de glace Chaïba | 17 février, Arène de glace Chaïba |  |  | 20 février, Palais des glaces Bolchoï | 20 février, Palais des glaces Bolchoï |
|  | 15 février, Arène de glace Chaïba     | 15 février, Arène de glace Chaïba | Canada                            | 3                                 |                                   |                                   |  |  | 20 février, Palais des glaces Bolchoï | 20 février, Palais des glaces Bolchoï |
|  | Suisse                                | 2                                 | Canada                            | 3                                 |                                   |                                   |  |  | 20 février, Palais des glaces Bolchoï | 20 février, Palais des glaces Bolchoï |
|  | Suisse                                | 2                                 | Suisse                            | 1                                 |                                   |                                   |  |  | 20 février, Palais des glaces Bolchoï | 20 février, Palais des glaces Bolchoï |
|  | Russie                                | 0                                 | Suisse                            | 1                                 |                                   |                                   |  |  | 20 février, Palais des glaces Bolchoï | 20 février, Palais des glaces Bolchoï |
|  | Russie                                | 0                                 | 17 février, Arène de glace Chaïba | 17 février, Arène de glace Chaïba | Canada                            |                                   |  |  |                                       |                                       |
|  | 15 février, Arène de glace Chaïba     |                                   | 17 février, Arène de glace Chaïba | 17 février, Arène de glace Chaïba | Canada                            |                                   |  |  |                                       |                                       |
|  |                                       | États-Unis                        | 17 février, Arène de glace Chaïba | 17 février, Arène de glace Chaïba |                                   |                                   |  |  |                                       |                                       |
|  | Finlande                              | 2                                 | 17 février, Arène de glace Chaïba | 17 février, Arène de glace Chaïba |                                   |                                   |  |  |                                       |                                       |
|  | Finlande                              | 2                                 | Suède                             | 1                                 |                                   |                                   |  |  |                                       |                                       |
|  | Suède                                 | 4                                 | Suède                             | 1                                 |                                   |                                   |  |  |                                       |                                       |
|  | Suède                                 | 4                                 | États-Unis                        | 6                                 |                                   |                                   |  |  |                                       |                                       |
|  |                                       |                                   | États-Unis                        | 6                                 | Match pour la 3e place            |                                   |  |  |                                       |                                       |
|  |                                       |                                   |                                   |                                   |                                   |                                   |  |  |                                       |                                       |
|  | 20 février, Palais des glaces Bolchoï |                                   |                                   |                                   |                                   |                                   |  |  |                                       |                                       |
|  |                                       |                                   |                                   |                                   |                                   |                                   |  |  |                                       |                                       |
|  | Suisse                                |                                   |                                   |                                   |                                   |                                   |  |  |                                       |                                       |
|  |                                       |                                   |                                   |                                   |                                   |                                   |  |  |                                       |                                       |
|  | Suède                                 |                                   |                                   |                                   |                                   |                                   |  |  |                                       |                                       |
|  |                                       |                                   |                                   |                                   |                                   |                                   |  |  |                                       |                                       |

###### Quarts de finale
| 15 février 2014 | Finlande | 2-4 (0-0, 1-0, 1-4) | Suède | Arène de glace Chaïba 2 919 spectateurs |

| Feuille de match | Feuille de match                                                                           | Feuille de match        | Feuille de match | Feuille de match                                           |
| ---------------- | ------------------------------------------------------------------------------------------ | ----------------------- | --- | ---------------------------------------------------------- |
|                  | V. Hovi (L. Välimäki) — 33 min 16 s E. Nuutinen (K. Rantamäki, T. Lindstedt) — 45 min 21 s | 1-0 1-1 1-2 2-2 2-3 2-4 | A. Borgqvist (E. Nordin, P. Winberg) — 40 min 48 s (SN) L. Wester (J. Asserholt) — 45 min 9 s E. Eliasson (M. Löwenhielm, E. Grahm) — 55 min 45 s (SN) E. Nordin (P. Winberg, E. Andersson) — 59 min 19 s | Arbitrage : Nicole Hertrich Stéphanie Gagnon Laura Johnson |
| N. Räty          | Gardiens                                                                                   | V. Wallner              | | Arbitrage : Nicole Hertrich Stéphanie Gagnon Laura Johnson |
| 12 min           | Pénalités                                                                                  | 10 min                  | | Arbitrage : Nicole Hertrich Stéphanie Gagnon Laura Johnson |
| 31               | Tirs                                                                                       | 32                      | | Arbitrage : Nicole Hertrich Stéphanie Gagnon Laura Johnson |

###### Demi-finales
| 17 février 2014 | États-Unis | 6-1 (3-0, 2-0, 1-1) | Suède | Arène de glace Chaïba 4 542 spectateurs |

| Feuille de match | Feuille de match | Feuille de match                                  | Feuille de match                           | Feuille de match                                                                      |
| ---------------- | --- | ------------------------------------------------- | ------------------------------------------ | ------------------------------------------------------------------------------------- |
|                  | Carpenter (Bozek, Stack) — 6 min 10 s (SN) Bellamy (Decker, Bozek) — 7 min 16 s Kessel (Decker, Marvin) — 11 min 19 s M. Lamoureux (J. Lamoureux, Bellamy) — 25 min 41 s (SN) Bozek (Coyne) — 32 min 17 s Decker (Coyne, Kessel) — 56 min 58 s | 1-0 2-0 3-0 4-0 5-0 5-1 6-1                       | Borgqvist (Eliasson, Winberg) — 53 min 4 s | Arbitrage : Mélanie Bordeleau Denise Caughey et Zuzana Svobodová (République tchèque) |
| Vetter           | Gardiens | Wallner (32 min 31 s) Martin Hasson (27 min 29 s) |                                            | Arbitrage : Mélanie Bordeleau Denise Caughey et Zuzana Svobodová (République tchèque) |
| 6 min            | Pénalités | 8 min                                             |                                            | Arbitrage : Mélanie Bordeleau Denise Caughey et Zuzana Svobodová (République tchèque) |
| 70               | Tirs | 9                                                 |                                            | Arbitrage : Mélanie Bordeleau Denise Caughey et Zuzana Svobodová (République tchèque) |

###### Match pour la troisième place
| 20 février 2014 | Suisse | 4-3 (0-1, 0-1, 4-1) | Suède | Palais des glaces Bolchoï |

| Feuille de match   | Feuille de match | Feuille de match        | Feuille de match | Feuille de match                                              |
| ------------------ | --- | ----------------------- | --- | ------------------------------------------------------------- |
|                    | - S. Benz (S. Forster) — 41 min 18 s P. Stanz (A. Müller) — 46 min 13 s (SN) J. Lutz (L. Stalder, L. Benz) — 53 min 43 s A. Müller — 58 min 53 s (CV) - | 0-1 0-2 1-2 2-2 3-2 4-2 | M. Löwenhielm (M. Lindh, C. Östberg) — 14 min E. Udén-Johansson (C. Östberg, M. Lindh) — 38 min 25 s - P. Winberg (J. Asserholt, E. Grahm) — 59 min 16 s | Arbitrage : Nicole Hertrich Denise Caughey et Alicia Hanrahan |
| Florence Schelling | Gardiens | Valentina Wallner       | | Arbitrage : Nicole Hertrich Denise Caughey et Alicia Hanrahan |
| 10 min             | Pénalités | 4 min                   | | Arbitrage : Nicole Hertrich Denise Caughey et Alicia Hanrahan |
| 26                 | Tirs | 31                      | | Arbitrage : Nicole Hertrich Denise Caughey et Alicia Hanrahan |